# Васа Михић
Васа Велизар Михић (25. април 1933.; Београд), познат као Васа, је амерички уметник са седиштем у Лос Анђелесу, Калифорнија, и истакнута је фигура у покрету поља боје.
Рођен у Југославији, Васа је живео у Лос Анђелесу од доласка у САД 1960. Он је академски образован сликар и био је професор на Калифорнијском универзитету у Лос Анђелесу на одсеку за дизајн и медијску уметност. Предавао је теорије боја да би разумели међузависност и интеракцију боје и форме, боје и количине, боје и положаја и накнадне слике. 
Сада у пензији као професор емеритус, Васа се фокусира на своју концептуалну уметничку праксу. Његов студио, дизајниран да прихвати технологију потребну за његов рад, налази се у срцу Лос Анђелеса. Прави ламиниране акрилне скулптуре које рефлектују и преламају светлост. Имао је самосталне изложбе у галеријама у Сједињеним Државама, Јапану, Италији и Србији, укључујући Музеј савремене уметности у Београду, Музеј уметности Сан Дијега и Музеј Палм Спрингс.
Васа је најпознатији по својим скулптурама направљеним од обојених комада акрила.  Без назива из 1975., у колекцији Музеја уметности Хонолулуа, демонстрира ефекат ових минималистичких скулптура. Музеј уметности Денвера, Музеј Хамер (Лос Анђелес), Хиршхорн музеј и башта скулптура (Вашингтон), Музеј уметности Хонолулу, Колекција Филипс (Вашингтон), Краљевски музеји лепих уметности Белгије (Брисел), Музеј уметности Сан Дијега и Музеј модерне уметности у Сан Дијегу, Музеј модерне уметности у Сан Франциску су међу јавним збиркама које чувају рад Васе Михића. 